# Sovrani di Turingia
I sovrani di Turingia dal V secolo al 1572 furono i seguenti.

## Re dei Turingi (450 ca.-540 ca.)
- 450–500 Basino
- 500–530 Baderico
- 500–530 Bertario
- 500–531 Ermanafrido

Annesso al Regno franco.

## Margravi di Turingia (632-1090)
A volte indicati anche con i titoli militari di "dux Thuringorum" o "dux limes Sorabicus":

### Margravi merovingi (632-741)
- 632-642 Radulfo I, re di Turingia dal 642
- 642-687 Hedan I
- 687-689 Gosberto
- 689-741 Hedan II

### Margravi carolingi (?-908)
- ?-775 Radulfo II
- 849-874 Taculfo
- 874-880 Radulfo III
- 880-892 Poppone (deposto). Governò assieme al fratello Egino (882-886)

- 892-906 Corrado
- 907-908 Burcardo

### Margravi nel Sacro Romano Impero (1000-1090)
- 1000-1002 Eccardo I
- 1002-1003 Guglielmo II
- 1046-1062 Guglielmo IV
- 1062-1067 Ottone
- 1067-1090 Egberto II († 1090)

## Langravi di Turingia (1111-1572)

### Winzenburgi
- 1111/1112-1122 Ermanno I di Winzenburg († 1138)
- 1122-1130 Ermanno II di Winzenburg († 1152)

### Ludovingi
- 1031-1056 Luigi il Barbuto
- 1056-1123 Luigi il Saltatore
- 1123-1140 Ludovico I (primo langravio effettivo dal 1131)
- 1140-1172 Ludovico II
- 1172-1190 Ludovico III
- 1190-1217 Ermanno I
- 1217-1227 Ludovico IV
- 1227-1241 Ermanno II
- 1241-1242 Enrico Raspe

### Wettin
- 1242-1265 Enrico III di Meißen
- 1265-1294 Alberto II di Meißen

### Interregno imperiale
- 1294-1298 Adolfo di Nassau
- 1298-1307 Alberto d'Asburgo

### Wettin
- 1298-1307 Teodorico
- 1298-1323 Federico I
- 1323-1349 Federico II
- 1349-1381 Federico III
- 1349-1382 Guglielmo I
- 1349-1406 Baldassarre
- 1406-1440 Federico IV
- 1440-1445 Federico V
- 1440-1482 Guglielmo II
- 1482-1485 Alberto
- 1482-1486 Ernesto
- 1486-1525 Federico VI
- 1525-1532 Giovanni
- 1532-1547 Giovanni Federico I
- 1542-1553 Giovanni Ernesto
- 1554-1566 Giovanni Federico II
- 1554-1572 Giovanni Guglielmo